# Erich Mühsam
Eric Mühsam (6 de abril de 1878 - 10 de julho de 1934) foi um ensaísta, poeta e dramaturgo anarquista judaico-alemão. Ascendeu dentro da esquerda europeia após a Primeira Guerra Mundial, sendo um dos principais líderes dentro das estruturas conselhistas da República Soviética da Baviera. Condenou de forma veemente o nazismo e satirizou Hitler em muitas de suas obras.

## Prisão e morte
Foi preso sob acusações desconhecidas nas primeiras horas da manhã de 28 de fevereiro de 1933, poucas horas depois do incêndio do Reichstag em Berlim. Joseph Goebbels, ministro da propaganda nazista, classificou-o como "um desses judeus subversivos". Pelos próximos dezessete meses, Mühsam esteve preso nos campos de concentração em Sonneburg e em Brandenburg. No dia 2 de fevereiro de 1934, Mühsam foi transferido para os campos de concentração em Oranienburg, onde na noite de 9 de julho do mesmo ano, foi torturado e assassinado pelos guardas. Seu corpo maltratado foi encontrado em uma latrina pela manhã.

### Livros
- Die Eigenen (1903)
- Räterepublik (1929)
- Die Befreiung der Gesellschaft vom Staat (1932)
- Unpolitische Erinnerungen (trans. Unpolitical Remembrances) (1931) – uma autobiografia
- Liberating Society from the State and Other Writings (2011) - seleção abrangente de textos de Mühsam em inglês, editados e traduzidos por Gabriel Kuhn

### Peças
- Die Hochstapler (The Con Men) (1904)
- Im Nachthemd durchs Leben (1914)
- Die Freivermählten (1914)
- Judas (1920)
- Staatsräson (Reasons of State)[2] (1928)
- Alle Wetter (All Hang) (1930)

### Poesia
- Der wahre Jacob (1901)
- Die Wüste (1904)
- Der Revoluzzer (1908)
- Der Krater (1909)
- Wüste-Krater-Wolken (1914)
- Brennende Erde (1920)
- Republikanische Nationalhymne (1924)
- Revolution. Kampf-, Marsch- und Spottlieder (1925)

### Revistas e periódicos
- Kain: Zeitschrift für Menschlichkeit (Cain: Magazine for Humanity) 1911–1914, 1918–1919, 1924
- Fanal (The Torch) 1926–1933
- Contribuiu para revistas anarquistas Der Freie Arbeiter (The Free Worker), Der Weckruf (The Alarm Call), Der Anarchist (The Anarchist), Neue Gemeinschaft (New Community) e Kampf (Struggle) e editado Der Arme Teufel (The Poor Devil) sob o pseudônimo "Nolo."